# Shōnen
Mangá shonen (少年漫画, Shōnen Manga) é uma categoria editorial de quadrinhos japoneses destinado ao público de adolescente masculino. É, juntamente com o shōjo, seinen, e josei, uma das principais categorias editoriais de mangá. Dessas quatro principais categorias de mangá, shonen é considerado o mais popular.

## Conceito
O mangá shōnen é caracterizado por tramas de ação e muitas vezes humorísticas com protagonistas masculinos. Temas como artes marciais, mecha, ficção científica, esportes, terror e criaturas mitológicas são comuns nessas publicações. 
O público real de leitores de mangás shonen estende-se significativamente além do grupo alvo, incluindo todas as idades e gêneros. Em uma pesquisa de 2006 de leitoras femininas de mangá, descobriu-se que Weekly Shōnen Jump era a revista de mangás mais popular entre esta demografia, ficando à frente de revistas shōjo, destinadas a um público feminino.
Mangás shonen são tradicionalmente publicados em revistas focadas no público jovem masculino. No auge da indústria, em meados da década de 1990, havia 23 revistas shōnen em circulação, que, coletivamente, venderam 662 milhões de cópias.  
Uma revista de mangá normalmente tem centenas de páginas e contém mais de uma dúzia de séries ou one-shots. Uma lista das principais revistas shōnen por circulação em 2015 estão presentadas abaixo: 
| Nome                    | Vendas    |
| ----------------------- | --------- |
| Weekly Shōnen Jump      | 2,380,000 |
| Weekly Shōnen Magazine  | 1,110,000 |
| CoroCoro Comic          | 920,000   |
| Monthly Shōnen Magazine | 540,000   |
| Weekly Shōnen Sunday    | 370,000   |
| Jump Square             | 260,000   |

## Exemplos
Esses são alguns exemplos de animes/mangás Shonen:
- Dragon Ball
- Bleach
- Demon Slayer: Kimetsu no Yaiba
- One Piece
- Naruto
- Boruto
- Fairy Tail
- Os Sete Pecados Mortais
- Cavaleiros do Zodiáco
- My Hero Academia
- Yakusoku no Neverland
- Yu-Gi-Oh
- Food Wars
- Ataque dos Titãs
- Fullmetal Alchemist Brotherhood
- JoJo no Kimyo na Boken
- Yu Yu Hakusho
- Beyblade
- Beastars
- Death Note
- Hunter × Hunter
- Kakegurui
- Tokyo Revengers
- Bakuman
- Spy × Family
- Akame Ga Kill
- Soul Eater
- Mach GoGoGo (Speed Racer)
- Shimoneta
- Black Clover
- Jujutsu Kaisen